# Canton de Reyrieux
Le canton de Reyrieux est une ancienne division administrative française, située dans le département de l'Ain en région Auvergne-Rhône-Alpes.

## Géographie
Ce canton était organisé autour de Reyrieux dans l'arrondissement de Bourg-en-Bresse. Son altitude variait de 163 m pour Reyrieux à 321 m pour Mionnay, avec une moyenne de 266 m.

## Histoire

Localisation du canton dans l'Ain avant 2015

Le canton est créé par le décret du 24 décembre 1984 avec des communes détachées de celui de Trévoux. Il entre en vigueur lors des élections cantonales de mars 1985.
Conformément au décret du 13 février 2014, en application de la loi du 17 mai 2013 prévoyant le redécoupage des cantons français, le canton de Reyrieux disparaît à l'issue des élections départementales de mars 2015. Les communes qui le composaient sont réparties entre les cantons de Trévoux et de Villars-les-Dombes.

## Représentation
| Période | Période      | Identité             | Étiquette                | Qualité |
| ------- | ------------ | -------------------- | ------------------------ | --- |
| 1985    | 1988         | Louis Baise          | RPR                      | Agriculteur, maire de Saint-Jean-de-Thurigneux (1959-1995) ancien conseiller général du Canton de Trévoux (1982-1985) |
| 1988    | 1995 (décès) | Louis-Antoine Duriat | DVG                      | maire de Reyrieux (1982-1995)                                                                                         |
| 1995    | 2015         | Olivier Eyraud       | RPR puis UMP puis DVD-FN | Chef d'entreprise Conseiller municipal de Reyrieux Suppléant du député Michel Voisin de 1997 à 2012                   |

## Composition
Le canton de Reyrieux regroupait treize communes :
| Nom                      | Code Insee | Intercommunalité            | Population (dernière pop. légale) |
| ------------------------ | ---------- | --------------------------- | --------------------------------- |
| Reyrieux (chef-lieu)     | 01322      | CC Dombes Saône Vallée      | 4 490 (2014)                      |
| Ars-sur-Formans          | 01021      | CC Dombes Saône Vallée      | 1 376 (2014)                      |
| Civrieux                 | 01105      | CC Dombes Saône Vallée      | 1 489 (2014)                      |
| Massieux                 | 01238      | CC Dombes Saône Vallée      | 2 482 (2014)                      |
| Mionnay                  | 01248      | CC de la Dombes             | 2 130 (2014)                      |
| Misérieux                | 01250      | CC Dombes Saône Vallée      | 1 877 (2014)                      |
| Parcieux                 | 01285      | CC Dombes Saône Vallée      | 1 153 (2014)                      |
| Rancé                    | 01318      | CC Dombes Saône Vallée      | 703 (2014)                        |
| Saint-André-de-Corcy     | 01333      | CC de la Dombes             | 3 016 (2014)                      |
| Sainte-Euphémie          | 01353      | CC Dombes Saône Vallée      | 1 632 (2014)                      |
| Saint-Jean-de-Thurigneux | 01362      | CC Dombes Saône Vallée      | 784 (2014)                        |
| Toussieux                | 01423      | CC Dombes Saône Vallée      | 824 (2014)                        |
| Tramoyes                 | 01424      | CC de Miribel et du Plateau | 1 665 (2014)                      |

## Démographie
| 1990   | 1999   | 2006   | 2011   | 2012   |
| ------ | ------ | ------ | ------ | ------ |
| 15 646 | 19 957 | 21 694 | 22 651 | 22 954 |